# Gran Premio motociclistico d'Argentina 1994
Il Gran Premio motociclistico d'Argentina 1994 fu il tredicesimo e penultimo Gran Premio della stagione e si disputò il 25 settembre 1994 presso l'Autodromo Oscar Alfredo Gálvez di Buenos Aires.
Nella classe 500 il vincitore fu per la nona volta in stagione Mick Doohan su Honda, davanti alle Cagiva di Doug Chandler e John Kocinski. Nella classe 250 a vincere fu Tadayuki Okada, seguito da Max Biaggi e Tetsuya Harada; ad una gara dalla fine del campionato rimasero due piloti a contendersi il titolo, con Biaggi in prima posizione con 8 punti di vantaggio su Okada. Le prime tre posizioni nella gara della classe 125 furono occupate invece da Jorge Martínez, Noboru Ueda e Stefano Perugini; Kazuto Sakata su Aprilia, giunto invece nono al traguardo, ottenne la certezza matematica del suo primo titolo iridato.

## Classe 500

### Arrivati al traguardo
| Pos | Nº | Pilota               | Squadra                 | Motocicletta  | Giri | Tempo     | Griglia | Punti |
| --- | -- | -------------------- | ----------------------- | ------------- | ---- | --------- | ------- | ----- |
| 1   | 4  | Mick Doohan          | Honda Team HRC          | Honda         | 27   | 48:12.812 | 2       | 25    |
| 2   | 10 | Doug Chandler        | Cagiva Team Agostini    | Cagiva        | 27   | +8.742    | 4       | 20    |
| 3   | 11 | John Kocinski        | Cagiva Team Agostini    | Cagiva        | 27   | +16.969   | 1       | 16    |
| 4   | 7  | Shin'ichi Itō        | Honda Team HRC          | Honda         | 27   | +28.281   | 5       | 13    |
| 5   | 17 | Alberto Puig         | Ducados Honda Pons      | Honda         | 27   | +32.390   | 6       | 11    |
| 6   | 5  | Luca Cadalora        | Marlboro Team Roberts   | Yamaha        | 27   | +40.069   | 3       | 10    |
| 7   | 8  | Àlex Crivillé        | Honda Team HRC          | Honda         | 27   | +41.242   | 10      | 9     |
| 8   | 6  | Alex Barros          | Lucky Strike Suzuki     | Suzuki        | 27   | +43.050   | 7       | 8     |
| 9   | 14 | Jeremy McWilliams    | Millar Racing           | Yamaha        | 27   | +56.749   | 9       | 7     |
| 10  | 19 | Sean Emmett          | Lucky Strike Suzuki     | Suzuki        | 27   | +58.171   | 11      | 6     |
| 11  | 50 | Niall Mackenzie      | Slick 50 Team WCM       | ROC Yamaha    | 27   | +1:12.954 | 13      | 5     |
| 12  | 18 | Bernard Garcia       | Yamaha Motor France     | ROC Yamaha    | 27   | +1:20.205 | 15      | 4     |
| 13  | 44 | Marc Garcia          | DR Team Shark           | ROC Yamaha    | 27   | +1:40.197 | 18      | 3     |
| 14  | 16 | Laurent Naveau       | Euro Team               | ROC Yamaha    | 27   | +1:41.634 | 16      | 2     |
| 15  | 40 | Neil Hodgson         | Shell Harris Grand Prix | Harris Yamaha | 27   | +1:41.970 | 22      | 1     |
| 16  | 24 | Cristiano Migliorati | Team Pedercini          | ROC Yamaha    | 27   | +1:44.146 | 21      |       |
| 17  | 23 | Lucio Pedercini      | Team Pedercini          | ROC Yamaha    | 26   | +1 giro   | 20      |       |
| 18  | 21 | Cees Doorakkers      | Team Doorakkers         | Harris Yamaha | 26   | +1 giro   | 29      |       |
| 19  | 27 | Bernard Haenggeli    | Haenggeli Racing        | ROC Yamaha    | 26   | +1 giro   | 27      |       |
| 20  | 76 | Néstor Amoroso       | Yamasur                 | Harris Yamaha | 26   | +1 giro   | 17      |       |

### Ritirati
| Nº | Pilota              | Squadra               | Motocicletta  | Giri | Griglia |
| -- | ------------------- | --------------------- | ------------- | ---- | ------- |
| 3  | Daryl Beattie       | Marlboro Team Roberts | Yamaha        | 24   | 8       |
| 34 | Bruno Bonhuil       | MTD Objectif 500      | ROC Yamaha    | 17   | 19      |
| 25 | Marco Papa          | Team Elit             | ROC Yamaha    | 9    | 23      |
| 77 | Felipe Horta        | Felipe Horta          | Harris Yamaha | 8    | 25      |
| 30 | Vittorio Scatola    | Team Paton            | Paton         | 7    | 28      |
| 51 | Jean Pierre Jeandat | JPJ Racing            | ROC Yamaha    | 5    | 14      |
| 36 | Jean Foray          | Jean Foray Racing     | ROC Yamaha    | 5    | 26      |
| 29 | Andreas Leuthe      | Doppler Austria       | ROC Yamaha    | 2    | 30      |
| 15 | John Reynolds       | Padgett's Motorcycles | Harris Yamaha | 1    | 12      |
| 20 | Kevin Mitchell      | MBM Racing            | Harris Yamaha | 0    | 24      |

### Non partito
| Nº | Pilota           | Squadra            | Motocicletta | Griglia |
| -- | ---------------- | ------------------ | ------------ | ------- |
| 12 | Juan López Mella | Lopez Mella Racing | ROC Yamaha   | 31      |

## Classe 250

### Arrivati al traguardo
| Pos | Nº | Pilota               | Moto    | Giri | Tempo     | Griglia | Punti |
| --- | -- | -------------------- | ------- | ---- | --------- | ------- | ----- |
| 1   | 8  | Tadayuki Okada       | Honda   | 25   | 45:09.167 | 2       | 25    |
| 2   | 4  | Max Biaggi           | Aprilia | 25   | +5.283    | 3       | 20    |
| 3   | 1  | Tetsuya Harada       | Yamaha  | 25   | +5.603    | 6       | 16    |
| 4   | 17 | Jean-Philippe Ruggia | Aprilia | 25   | +6.513    | 5       | 13    |
| 5   | 2  | Loris Capirossi      | Honda   | 25   | +13.867   | 1       | 11    |
| 6   | 25 | Kenny Roberts Jr.    | Yamaha  | 25   | +19.601   | 7       | 10    |
| 7   | 22 | Jean-Michel Bayle    | Aprilia | 25   | +19.782   | 9       | 9     |
| 8   | 28 | Ralf Waldmann        | Honda   | 25   | +21.911   | 12      | 8     |
| 9   | 15 | Luis d'Antín         | Honda   | 25   | +28.758   | 10      | 7     |
| 10  | 23 | Carlos Checa         | Honda   | 25   | +29.735   | 8       | 6     |
| 11  | 12 | Wilco Zeelenberg     | Honda   | 25   | +49.183   | 20      | 5     |
| 12  | 20 | Adrian Bosshard      | Honda   | 25   | +50.185   | 13      | 4     |
| 13  | 29 | Juan Bautista Borja  | Honda   | 25   | +50.290   | 16      | 3     |
| 14  | 40 | Giuseppe Fiorillo    | Honda   | 25   | +1:01.925 | 18      | 2     |
| 15  | 30 | José Luis Cardoso    | Aprilia | 25   | +1:04.593 | 19      | 1     |
| 16  | 38 | Luis Maurel          | Honda   | 25   | +1:13.199 | 17      |       |
| 17  | 13 | Frédéric Protat      | Honda   | 25   | +1:13.480 | 21      |       |
| 18  | 27 | Adi Stadler          | Honda   | 25   | +1:22.501 | 23      |       |
| 19  | 19 | Eskil Suter          | Aprilia | 25   | +1:24.839 | 15      |       |
| 20  | 62 | Jürgen Fuchs         | Honda   | 25   | +1:36.375 | 26      |       |
| 21  | 11 | Nobuatsu Aoki        | Honda   | 25   | +1:40.904 | 11      |       |
| 22  | 69 | James Haydon         | Honda   | 24   | +1 giro   | 24      |       |
| 23  | 33 | Kristian Kaas        | Yamaha  | 24   | +1 giro   | 33      |       |
| 24  | 77 | Sergio Grantón       | Yamaha  | 24   | +1 giro   | 34      |       |
| 25  | 43 | Manuel Hernández     | Aprilia | 24   | +1 giro   | 35      |       |

### Ritirati
| Nº | Pilota                    | Moto    | Giri | Griglia |
| -- | ------------------------- | ------- | ---- | ------- |
| 31 | Enrique de Juan           | Aprilia | 19   | 31      |
| 32 | Jurgen van den Goorbergh  | Aprilia | 14   | 14      |
| 37 | Noël Ferro                | Honda   | 10   | 25      |
| 39 | Alessandro Gramigni       | Aprilia | 9    | 29      |
| 34 | Christian Boudinot        | Aprilia | 9    | 27      |
| 16 | Patrick van den Goorbergh | Aprilia | 6    | 28      |
| 76 | Luis Lavado               | Yamaha  | 4    | 32      |
| 35 | Rodney Fee                | Honda   | 2    | 30      |
| 6  | Andreas Preining          | Aprilia | 2    | 22      |

### Non partito
| Nº | Pilota          | Moto  | Griglia |
| -- | --------------- | ----- | ------- |
| 5  | Doriano Romboni | Honda | 4       |

## Classe 125

### Arrivati al traguardo
| Pos | Nº | Pilota                | Moto    | Giri | Tempo     | Griglia | Punti |
| --- | -- | --------------------- | ------- | ---- | --------- | ------- | ----- |
| 1   | 8  | Jorge Martínez        | Yamaha  | 23   | 43:37.568 | 2       | 25    |
| 2   | 5  | Noboru Ueda           | Honda   | 23   | +0.375    | 1       | 20    |
| 3   | 32 | Stefano Perugini      | Aprilia | 23   | +1.334    | 3       | 16    |
| 4   | 31 | Gianluigi Scalvini    | Aprilia | 23   | +3.114    | 7       | 13    |
| 5   | 26 | Emilio Alzamora       | Honda   | 23   | +3.643    | 6       | 11    |
| 6   | 1  | Dirk Raudies          | Honda   | 23   | +14.007   | 14      | 10    |
| 7   | 3  | Takeshi Tsujimura     | Honda   | 23   | +16.079   | 9       | 9     |
| 8   | 36 | Masaki Tokudome       | Honda   | 23   | +26.443   | 19      | 8     |
| 9   | 2  | Kazuto Sakata         | Aprilia | 23   | +26.710   | 12      | 7     |
| 10  | 21 | Carlos Giró           | Aprilia | 23   | +26.858   | 5       | 6     |
| 11  | 15 | Stefan Prein          | Yamaha  | 23   | +27.642   | 10      | 5     |
| 12  | 12 | Haruchika Aoki        | Honda   | 23   | +27.733   | 13      | 4     |
| 13  | 10 | Peter Öttl            | Aprilia | 23   | +28.670   | 11      | 3     |
| 14  | 6  | Akira Saito           | Honda   | 23   | +54.782   | 15      | 2     |
| 15  | 47 | Juan Enrique Maturana | Yamaha  | 23   | +55.406   | 23      | 1     |
| 16  | 7  | Oliver Petrucciani    | Aprilia | 23   | +1:09.914 | 16      |       |
| 17  | 51 | Max Gambino           | Aprilia | 23   | +1:16.891 | 27      |       |
| 18  | 16 | Manfred Baumann       | Yamaha  | 23   | +1:41.084 | 29      |       |
| 19  | 77 | Pablo Zeballos        | Honda   | 22   | +1 giro   | 34      |       |

### Ritirati
| Nº | Pilota            | Moto    | Giri | Griglia |
| -- | ----------------- | ------- | ---- | ------- |
| 35 | Loek Bodelier     | Honda   | 19   | 21      |
| 44 | Yasuaki Takahashi | Honda   | 19   | 35      |
| 24 | Hans Spaan        | Honda   | 16   | 30      |
| 11 | Fausto Gresini    | Honda   | 14   | 24      |
| 29 | Gabriele Debbia   | Honda   | 11   | 26      |
| 28 | Hideyuki Nakajō   | Honda   | 10   | 4       |
| 27 | Tomoko Igata      | Honda   | 9    | 31      |
| 37 | Frédéric Petit    | Yamaha  | 6    | 18      |
| 70 | Darren Barton     | Honda   | 5    | 32      |
| 22 | Lucio Cecchinello | Honda   | 4    | 25      |
| 33 | Vittorio Lopez    | Honda   | 4    | 33      |
| 50 | Maik Stief        | Aprilia | 3    | 20      |
| 14 | Oliver Koch       | Honda   | 1    | 8       |
| 30 | Manfred Geissler  | Aprilia | 0    | 22      |
| 39 | Nicolas Dussauge  | Honda   | 0    | 28      |
| 76 | Sebastián Porto   | Aprilia | 0    | 17      |